# Маріт Ларсен
Маріт Ларсен (нар. 1 липня 1983, Леренскуг, Норвегія) — норвезька співачка і автор-виконавець. Почала грати на скрипці у 8 років. Здобула світову популярність у підліткові роки і під час участі в поп-дуеті M2M зі своєю подругою дитинства Меріон Райвен. Продовжила свою власну музичну кар'єру, випустивши дебютний сольний альбом «Under the Surface» в 2006 році. Її другий альбом «The Chase» вийшов в Норвегії в жовтні 2008 року. Третій альбом, названий «Spark», вийшов у Норвегії, Данії, Швеції, Фінляндії 18 листопада 2011 року і в Німеччині, Австрії, Швейцарії 16 грудня 2011 року. Четвертий альбом співачки під назвою «When the Morning Comes» вийшов 20 жовтня 2014 року.

## Біографія та особисте життя
Народилася в Леренскурзі, Норвегія. З 5 до 8 років грала на скрипці. Мати — піаністка, батько — Vater Geir Tore — грає у філармонійному оркестрі в Осло.
Як до виконавця і авторки пісень успіх до Ларсен у звукозаписній індустрії прийшов в 13 років. У 12 вона видала свій перший дебютний альбом спільно з давньою подругою Меріон Райвен. Дитячий музичний проєкт був номінований на кілька премій, включаючи норвезький еквівалент Греммі. Отримавши впевненість в успіху і будучи поміченими норвезькими музичними продюсерами, Маріт і Меріон вирішили присвятити зусилля світовій поп-музиці.
Їх група, M2M, підписала контракт з лейблом Atlantic Records і дует провів кілька років у міжнародних виступах та рекламних турне, ставши майже рок-зірками до 16 років. Через два роки, напружені і розчаровані Маріт і Меріон повністю закинули свій проєкт. Після розпаду групи Ларсен майже відмовилася від професійної музики в цілому. В інтерв'ю норвезькому молодіжному телеканалу співачка розповідала:
|  | Це був більше спосіб життя, і він змучив мене. Ми одночасно видавалися в 22 країнах і жили в США, але, у готелях, і це мене трохи втомило. […] Я хочу вчитися. Це те, що я завжди хотіла робити. Але я не хочу вивчати музику. Я вважаю, що те, що дає мені насолоду від музики, — це наївний, неграмотний підхід до неї. Принаймні зараз, коли я бачу так багато друзів, з якими я виросла, які любили музику і пішли у вищі музичні школи, перестали відчувати ті ж почуття до музики, що у них були. І це ті почуття, що рухають мною, як автором пісень. |

Після декількох років, Ларсен повернулася до написання пісень, займаючись цим кілька років для особистого задоволення. Коли вона розробила новий каталог матеріалів, наступний крок до сольної кар'єри став зрозумілий. Ларсен почала запис свого першого сольного альбому, який в кінцевому підсумку вийшов у 2006 році під назвою «Under the Surface».
Була близька з музикантом Томом Хеллом, який залишив її колектив з початком їх зближення, але влітку 2010 року, після трьох років романтичних відносин, пара розлучилася. Після була в стосунках з актором Меттісом Германом Найквістом.
У 2016 році вийшла заміж за норвезького колишнього гандболіста Олександра Бюхмана.
В даний час проживає в Осло.

## Кар'єра

### ДуетM2M
Будучи в складі дуету M2M, Маріт грала на гітарі, в той час як Меріон Райвен виконувала на фортепіано, а також виконувала половину вокалу і писала вірші до пісень. Після світового турне і виходу таких хітів, як «Do not Say You Love Me», «Mirror Mirror» і «Everything», M2M припинили співпрацю з лейблом Atlantic Records у вересні 2002 року. Співачка знялася в якості запрошеної актриси в епізоді «100 Light Years From Home» телесеріалу «Затока Доусона». В епізоді також була виконана композиція «Everything» колективу M2M.
Після розпаду M2M, Райвен почала свою сольну кар'єру, а Ларсен витратила час на навчання в школі. Інтерес шанувальників посилився, коли в 2004 і на початку 2005 років дівчина провела кілька виступів, демонструючи нетипове для неї темне волосся і посилення інструментальної та ліричної складової своїх композицій. У жовтні 2004 року вона виступила на норвезькому радіо з трьома новими піснями: «This Time Tomorrow», «Recent Illusion» та «Walls», демонструючи свої навички гри на гітарі та фортепіано. Також Маріт Ларсен виступила на довгоочікуваному концерті by: Larm в лютому 2005 року.

### 2005—2007: альбом «Under the Surface»
Восени 2005 року спільно з новим для себе лейблом EMI Маріт записала свій дебютний альбом «Under the Surface». Перший сингл — «Don't Save Me» вийшов в ротацію на радіо 3 січня 2006 року та швидко піднявся в першу десятку багатьох норвезьких чартів і плейлистів. Після фізичного виходу синглу 6 лютого 2006, композиція, протягом другого тижня після появи, посіла перше місце в офіційних норвезьких чартах синглів і утримувала цю позицію п'ять тижнів. Другим синглом став трек «Under the Surface» з альбому. Музине відео до пісні вийшло 10 травня 2006 року і протягом місяця сингл став найпопулярнішою композицією на норвезькому радіо. «Only a Fool» і «Solid Ground» стали, відповідно, третім і четвертим синглами. Вони також мали високу популярність та вищі позиції в чартах. Колишній друг Маріт — Том Хелл, був одним з музикантів, також працював над альбомом. А батько співачки грав на скрипці для записів альбому.

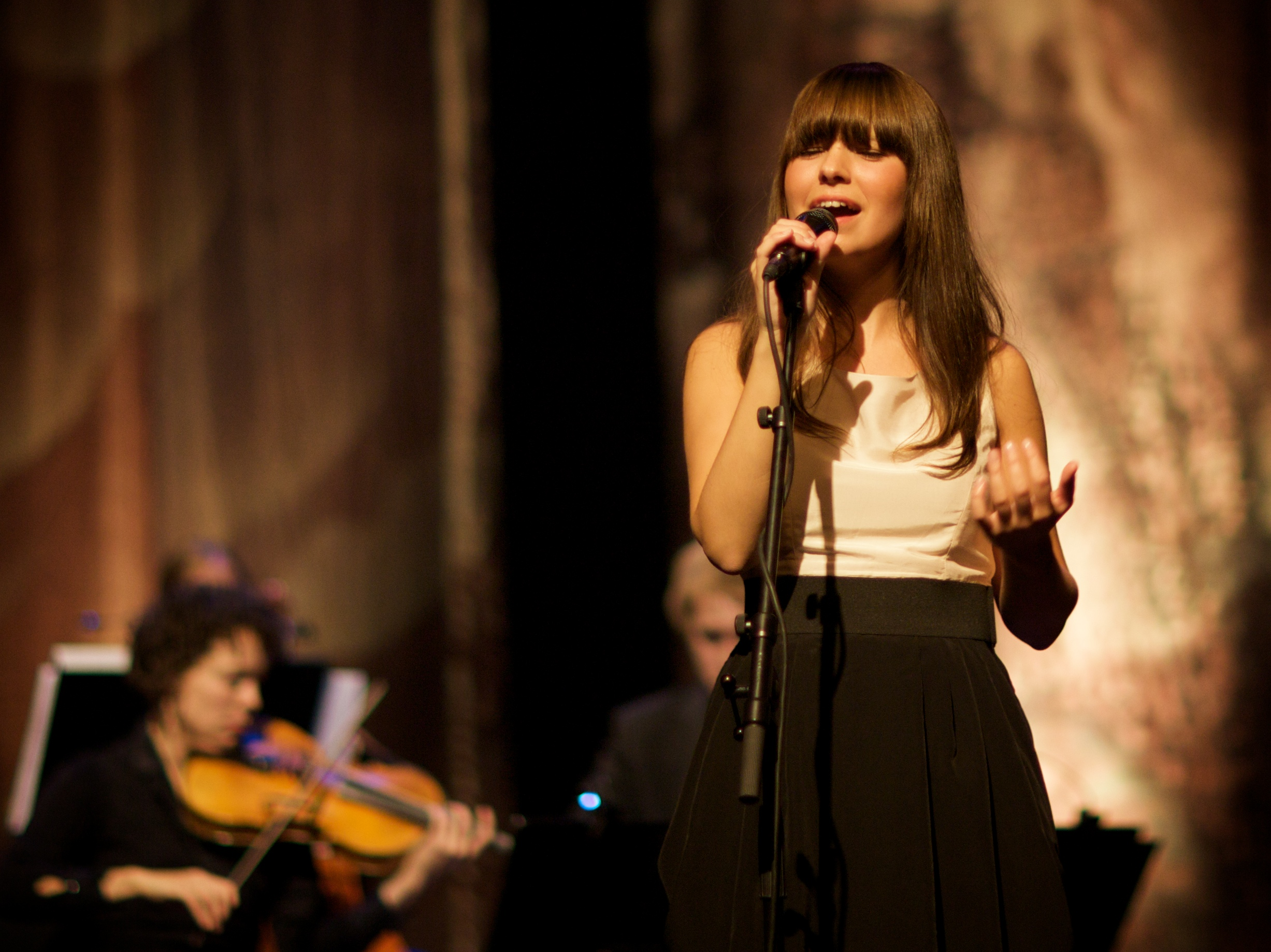
Маріт Ларсен під час концерту в Ibsenhuset, 2009 рік

«Under the Surface», виданий в Норвегії 6 березня 2006 року, містить 11 пісень, більшість з яких написала сама Маріт. Рекламований як «найбільш очікуваний багатьма людьми альбом 2006 року» (з посиланням на новержскій журнал Plan B), цей диск дебютував під 3 сходинкою в чартах продажів в рідній країні виконавиці. 31 березня 2006 року «Under the Surface» був сертифікований золотим, бо розпродався на той час понад 20 000 копіями. Наприкінці 2006 і на початку 2007 років дебютний альбом приніс Ларсен і інші нагороди, включаючи премію MTV Europe Music Awards в категорії «Краща норвезька виконавиця» і премію Spellemannprisen (норвезька Греммі) в категоріях «Найккраща співачка» та «Найкраще відео» (за композицію «Don 't Save Me»). Після перемоги Маріт на Spellemannprisen в січні 2007, продажі альбому перевищили позначку в 40 000 копій, що зробило його платиновим. У травні 2007 року було оголошено, що альбом отримав уже два платинових статуси. На додаток, співачка була найпопулярнішим виконавцем на норвезькому радіо NRK P3 в 2006 році зі своїми трьома синглами («Do not Save Me», «Under the Surface» та «Only A Fool»), що вийшли в ефір в цілому більше 880 раз сумарно.
Одночасно з виходом «Under the Surface», Ларсен на початку березня 2006 взяла участь в серії благодійних концертів «Lyd i mørket». Наприкінці квітня вона розпочала тур по Норвегії, ознаменувавши концертами перший час своєї професійної кар'єри. Потім, протягом усього літа вона виступала на музичних фестивалях по всій країні і провела другий концертний тур, що почався з жовтня 2006 року.
В кінці 2006 року альбом також вийшов в Індії і Таїланді, а в листопаді композиція «Do not Save Me» стала виконуватися на MTV Азія. Співачка також почала проводити міжнародні виступи, з'являючись на спеціальних заходах в Німеччині та Іспанії у вересні 2006 року, в Індії у жовтні 2006 року, у Франції в січні 2007 і на заході South by Southwest в США в березні 2007 року. Right Bank Music анонсував 2 травня 2007 року, що Маріт Ларсен найняла їх для менеджменту на предмет можливих видань в США.

### 2008—2010:«The Chase»та«If A Song Could Get Me You»
Другий сольний альбом Маріт Ларсен «The Chase» був виданий в Норвегії 13 жовтня 2008 року і в Швеції 19 листопада 2008 року. Подібно «Under the Surface», він також був добре прийнятий критиками; в грудні оглядачі таблоїда Dagbladetruen назвали його кращим альбомом року.
Перший сингл з альбому — «If a Song Could Get Me You» в перший тиждень після початку продажів посів 1-ше місце в норвезьких чартах синглів, а пізніше був номінований на премію Spellemannprisen як хіт року. Другим синглом стала композиція «I've Heard Your Love Songs» та інша пісня з альбому — «Steal My Heart», використана в якості саундтреку до норвезької картини «I et speil, i en gåte».

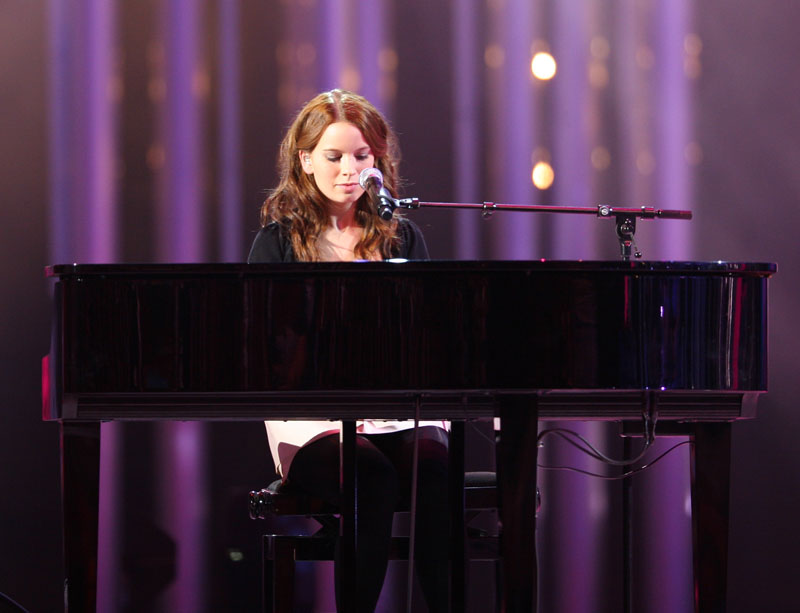
Маріт Ларсен на концерті Nobels Prize в Осло, 2008 рік

На початку 2009 Ларсен приєдналася до весняного європейського туру музиканта Джейсона Мреза в якості виконавця «на розігріві». Вона була запрошена Мрезом, коли вони бачилися на концерті Nobel Peace Prize у 2008 році.
Пісня «If A Song Could Get Me You» стала першою у виконавиці, що вийшла за межами Норвегії. Сингл вийшов у Німеччині, Австрії, Швейцарії та Ісландії. У Німеччині та Австрії він посів 1-ше місце серед синглів. У Швейцарії 2 місце, а в Швейцарії 19.
У листопаді 2009 року Маріт розпочала своє перше німецько-швейцарське турне.
24 листопада норвезька газета «Verdens Gang» надрукувала перелік кращих норвезьких пісень останнього десятиліття за період 2000—2009 років. Пісні «Under the Surface» було присуджено звання кращої композиції десятиліття і вона поставлена на 1 місце в опублікованому переліку. Інша пісня співачки — «If A Song Could Get Me You» зайняла там 4 місце. Альбому «Under the Surface» було присвоєно 2 місце в рейтингу кращих альбомів десятиліття.
Маріт зробила запис під назвою «Out of My Hands» в дуеті з бельгійським співаком і автором текстів Milow. Спочатку пісня увійшла до альбому «Coming of Age» співака Millow, диск з яким вийшов в Бельгії у 2008 році. Версія дуетом з виконанням Маріт з'явилася 12 лютого 2010 року на сторінці Millow в MySpace та на сторінці Маріт в YouTube.
У липні 2010 року Маріт Ларсен випустила ремейк синглу «Do not Save Me».

### 2011—2013: Альбом«Spark»
У січні 2011 Маріт Ларсен записала для радіо NRK пісню «Vår Beste Dag» («Наш найкращий день») на рідній мові. Вийшовши тільки в Норвегії, вона з великим успіхом посіла 1 місце в чартах.
1 серпня співачка почала запис третього сольного альбому на лейблі Propeller Recordings.
7 жовтня Маріт Ларсен оголосила про новий альбом під назвою «Spark», який складався з 10 пісень. Він вийшов в Норвегії, Швеції, Фінляндії та Данії 18 листопада. У Німеччині, Швейцарії та Австрії був виданий 16 грудня. Перший сингл — «Coming Home» був представлений на NRK P1 і 15 жовтня на персональній сторінці співачки в Facebook. Відеокліп на пісню з'явилася на вебсайті видання VG 12 листопада. Сингл «Coming Home» також став доступний в iTunes Store. Композиція була в ротації на філіппінських радіостанціях, потрапляючи іноді в число «найзатребуваніших композицій тижня», досягаючи вищих позицій протягом 4 тижнів поспіль. Ця пісня також була виконана співачкою в фіналі шоу Idol Norge.

### 2014— дотепер: альбом«When The Morning Comes»та«Joni Was Right I&II»
14 липня 2014 року на радіо NRK P3 Маріт Ларсен представила новий сингл «I Do not Want To Talk About It» зі свого нового альбому «When the Morning Comes». Сингл вийшов 4 серпня 2014 року. Альбом, відразу посів 1 місце в чартах Норвегії, вийшов у скандинавських країнах 20 жовтня 2014 року. У Німеччині, Швейцарії та Австрії — 27 березня 2015 року.
У період між 14 січням і 14 лютого 2015 Маріт Ларсен дала 19 концертів в Норвегії в рамках свого турне «When The Morning Comes Tour».
У січні 2016 виконавиця оголосила, що в квітні 2016 року запланував випуск нових матеріалів. Також вона повідомляла, що новий альбом випустить на своєму власному, незалежному лейблі (Håndbryggrecords), і буде незалежно випускати музику в майбутньому. 1 квітня 2016 вийшов міні-альбом «Joni Was Right I». Він містив п'ять треків і був доступний на iTunes та інших оналайн-магазинах музики. До 9 вересня 2016 вийшов міні-альбом «Joni Was Right II», що містив теж п'ять композицій. До 9 вересня 2016 Маріт Ларсен також випустила CD та вінілову запис під назвою «Joni Was Right I & II», до якої увійшло десять треків з двох об'єднаних міні-альбомів. 16 вересня 2016 вийшов CD «Joni Was Right I & II», увійшовши в чарти норвезьких альбомів на 36 місці.

## Критика

Маріт Ларсен для обкладинки журналу «Stella»

Як зразок для музичного наслідування, Ларсен згадує таких визначних музикантів, як Джоні Мітчелл, Руфуса Вейнрайта, Пола Маккартні і Білла Джоела. Музичний стиль Ларсен зазвичай описується як досить глибокий:
|  | Пісні Ларсен живуть, переважно, через їхню поп-помітність, але й поєднують у собі елементи фолку з класичним аранжуванням автора-виконавця. |

німецьке видання laut.de.
|  | Маріт Ларсен […] з її майже кришталевим голосом виконує складні пісні: або дивні, або похмурі пісні про кохання, завжди запам'ятовуються, мелодійні, але з дуже високим звуком і грайливо різноманітні, вимушено скорочені до трихвилинного виконання на радіо. |

Magdi Abdoul-Kheir, журнал Südwest Presseruen

## Дискографія

### Альбоми в складі дуету M2M
- 1996: Marit & Marion synger kjente barnesanger

- 2000: Shades of Purple
- 2002: The Big Room

- 2003: The Day You Went Away: The Best of M2M

### Студійні альбоми
| Дата релізу | Назва                  | Лейбл                                      | Позиції в чартах                                 | Сертифікація              |
| ----------- | ---------------------- | ------------------------------------------ | ------------------------------------------------ | ------------------------- |
| 2006        | Under the Surface      | EMI                                        | № 3 в Норвегії                                   | 2 x Платиновий (Норвегія) |
| 2008        | The Chase              | EMI                                        | № 1 в Німеччині                                  | Платиновий (Норвегія)     |
| 2011        | Spark                  | EMI                                        | № 2 в Норвегії № 57 в Німеччині № 36 в Швейцарії | Золотий (Норвегія)        |
| 2014        | When the Morning Comes | Warner Music (Норвегія) Sony (інші країни) | № 1 в Норвегії № 71 в Німеччині № 53 в Швейцарії |                           |
| 2016        | Joni Was Right I & II  | Håndbrygg Records                          | № 36 в Норвегії                                  |                           |

### Збірки
| Дата релізу | Назва                      | Лейбл                            | Позиції в чартах                                        | Сертифікація                               |
| ----------- | -------------------------- | -------------------------------- | ------------------------------------------------------- | ------------------------------------------ |
| 2009        | If a Song Could Get Me You | Sony Music Entertainment Germany | № 7 в Австрії № 3 в Німеччині № 2 в Швейцарії № 10 в ЄС | Платиновий (Норвегія), Золотий (Швейцарія) |

### Сингли
| Рік       | Композиція                            | Альбом                     |
| --------- | ------------------------------------- | -------------------------- |
| 2006      | «Don't Save Me»                       | Under the Surface          |
| 2007      | «Under the Surface»                   | Under the Surface          |
| 2007      | «Only a Fool»                         | Under the Surface          |
| 2007      | «Solid Ground»                        | Under the Surface          |
| 2008      | «If a Song Could Get Me You»          | The Chase                  |
| 2008      | «I've Heard Your Love Songs»          | The Chase                  |
| 2009      | «Addicted»                            | The Chase                  |
| 2009      | «Fuel»                                | The Chase                  |
| 2009      | «If a Song Could Get Me You» (Remake) | If a Song Could Get Me You |
| 2010      | «Under the Surface» (Remake)          | If a Song Could Get Me You |
| 2010      | «Don't Save Me» (Remake)              | If a Song Could Get Me You |
| 2011      | «Vår beste dag»                       | non-album single           |
| 2011      | «Coming Home»                         | Spark                      |
| 2012      | «Don't Move»                          | Spark                      |
| 2012      | «Last Night»                          | Spark                      |
| 2014      | «I Don't Want to Talk About It»       | When the Morning Comes     |
| 2015/2016 | «Faith & Science»                     | When the Morning Comes     |
| 2015/2016 | «Please Don't Fall For Me»            | When the Morning Comes     |
| 2015/2016 | «Before You Fell»                     | When the Morning Comes     |
| 2015/2016 | «Traveling Alone»                     | When the Morning Comes     |

### Кавер-версії, неофіційні видання
- «Dear Someone»
- «Devastating»
- «Fix You»
- «Heartbreakfree»
- «I Think It's Gonna Rain Today»
- «I Want to Sing That Rock and Roll»
- «My Boyfriend's Back»
- «My Oh My»
- «Walls» (October Month)
- «Dancing In The Dark»
- «I Love You Always Forever»
- «Four Five Seconds»

## Музичні відео
- 2006: «Don't Save Me»
- 2006: «Under the Surface»
- 2009: «If A Song Could Get Me You»
- 2010: «Under the Surface» (перевидання) [версія 2]
- 2010: «Out Of My Hands» (з Milow)
- 2010: «Don't Save Me» (перевидання) [версія 2]
- 2010: «Fuel»
- 2011: «Coming Home»
- 2014: «I Don't Want To Talk About It»
- 2014: «I Don't Want To Talk About It» (перевидання) [версія 2]
- 2015: «Traveling Alone»
- 2015: «Shine On (Little Diamond)»
- 2016: «Running Out Of Road»
- 2016: «Morgan, I Might»

## Премії та номінації
| Рік  | Премія                             | Категорія                                             | Результат |
| ---- | ---------------------------------- | ----------------------------------------------------- | --------- |
| 2006 | MTV Europe Music Awards            | Best Norwegian Artist                                 | Перемога  |
| 2006 | Spellemannprisen                   | Best Video «Don't Save Me»                            | Перемога  |
| 2006 | Spellemannprisen                   | Best Female Artist                                    | Перемога  |
| 2006 | Spellemannprisen                   | Best Song «Under the Surface»                         | Перемога  |
| 2007 | Norwegian Alarm-awards             | Best Pop Act                                          | Перемога  |
| 2008 | Spellemannprisen                   | Best Female Artist                                    | Номінація |
| 2008 | Spellemannprisen                   | Hit Of The Year «If a Song Could Get Me You»          | Номанація |
| 2009 | Norsk Artistforbund Honorary Award | Best Artist Award                                     | Перемога  |
| 2009 | Radio Regenbogen Award             | Hörer-Preis                                           | Перемога  |
| 2009 | VG Newspaper Award                 | Best Norwegian Song of the Decade «Under the Surface» | Перемога  |
| 2010 | Echo Music Award                   | Best International Rock/Pop Female Artist             | Номінація |
| 2010 | Echo Music Award                   | Best International Newcomer                           | Номінація |
| 2010 | Gammleng-prisen                    | Best Pop Music                                        | Перемога  |
| 2011 | Music Export Norway Award          | Best Artist                                           | Перемога  |
| 2011 | Spellemannprisen                   | Best Female Artist «Spark»                            | Номінація |
| 2011 | Spellemannprisen                   | Best Composer                                         | Номінація |
| 2012 | Drums.de MUSIK FACH-Award          | Best Album 2012 «Spark»                               | Перемога  |
| 2014 | Spellemannprisen                   | Best Composer                                         | Номінація |
| 2014 | Spellemannprisen                   | Best Lyricist                                         | Номінація |